# لئونارد پیتراشاک
لئونارد یوزف پیتراشاک (لهستانی: Leonard Józef Pietraszak؛ زادهٔ ۶ نوامبر ۱۹۳۶ - ۱ فوریۀ ۲۰۲۳) بازیگر اهل لهستان بود.
از فیلم‌ها یا برنامه‌های تلویزیونی که وی در آن نقش داشته‌است، می‌توان به چگونه جنگ جهانی دوم را آغاز کردم، وابانک، کینگ‌سایز، به‌دور از جاده، چهل‌ساله، قماری بالاتر از زندگی، ۳۹ و نیم، دانتون و نامه به بابا نوئل اشاره کرد.
وی همچنین برندهٔ جوایزی همچون گلوریا آرتیس شده‌است.